# Canoa/kayak ai II Giochi olimpici giovanili estivi
Le gare di canoa e kayak ai II Giochi olimpici giovanili estivi sono state disputate al Nanjing Rowing-Canoeing School di Nanchino dal 23 al 27 agosto.

## Podi

### Maschili
| Specialità      | Oro                | Argento         | Bronzo              |
| In acque libere |                    |                 |                     |
| Canoa C1        | Serghei Tarnovschi | Vadim Korobov   | Krystof Hajek       |
| Kayak K1        | Stanislau Daineka  | Milan Mozgi     | Vladislav Oleynikov |
| Slalom          |                    |                 |                     |
| Canoa Slalom C1 | Lucas Roisin       | Robert Hendrick | Marko Mirgorodsky   |
| Kayak Slalom K1 | Anze Urankar       | Jakub Grigar    | Huang Song          |

### Femminili
| Specialità      | Oro                | Argento         | Bronzo                   |
| In acque libere |                    |                 |                          |
| Canoa C1        | Kamila Bobr        | Liudmyla Luzan  | Victoria Morales Cazarez |
| Kayak K1        | Inna Nikitina      | Luca Homonnai   | Camila Morison Rey       |
| Slalom          |                    |                 |                          |
| Canoa Slalom C1 | Nadine Weratschnig | Martina Satkova | Birgit Ohmayer           |
| Kayak Slalom K1 | Camille Prigent    | Yan Jiahua      | Amalie Hilgertova        |